# Vero C. Wynne-Edwards
Vero Copner Wynne-Edwards (ur. 4 lipca 1906 w Leeds, zm. 5 stycznia 1997 w Banchory) – brytyjski przyrodnik (zoolog, etolog), Regius Chair of Zoology w Aberdeen, członek Royal Society, twórca koncepcji doboru grupowego opisanej w książce Animal Dispersion in Relation to Social Behavior (1962), która odegrała przełomową rolę w rozwoju ekologii ewolucyjnej wywołując gorącą dyskusję na temat genetycznego mechanizmu powstawania zjawisk altruizmu krewniaczego oraz dotyczącego organizmów niespokrewnionych (koncepcja została odrzucona przez G.C. Williamsa i R. Dawkinsa).